# Élections législatives pakistanaises de 2024
Les élections législatives pakistanaises de 2024 se déroulent le 8 février 2024 afin d'élire les membres de l'Assemblée nationale du Pakistan. Des élections provinciales ont lieu le même jour au Pendjab, au Baloutchistan, au Khyber Pakhtunkhwa et dans le Sind.
Les élections sont un temps prévues de manière anticipée à la suite de la dissolution de l'assemblée en avril 2022 par le Premier ministre et dirigeant du Mouvement du Pakistan pour la justice (PTI), Imran Khan, afin d'échapper à une motion de censure déposée par l'opposition. Celle-ci réclame des élections anticipées à partir de 2019, un an après la victoire controversée du PTI aux précédentes élections législatives. Cette dissolution est cependant invalidée par la Cour suprême. Renversé par la motion de censure qui s'ensuit, Imran Khan cède la place au chef de l'opposition Shehbaz Sharif (PML-N). Celui-ci continue de réclamer des élections anticipées puis échappe à une tentative d'assassinat.
Le gouvernement de Shehbaz Sharif et le gouvernement intérimaire qui s'ensuit voient le retour au Pakistan et l'annulation des condamnations du dirigeant historique de la PML-N, Nawaz Sharif, en exil depuis sa condamnation pour évasion fiscale dans le cadre du scandale des Panama Papers, et qui est de nouveau éligible au poste de Premier ministre, ainsi que l’emprisonnement puis les condamnations multiples d'Imran Khan, pour corruption, fuite d'un document classifié censé prouver une collusion entre l'armée du Pakistan et les États-Unis pour le renverser du fait de son refus de rompre avec la Russie après l'invasion de l'Ukraine par la Russie, ainsi que pour mariage illégal. Après plusieurs mois de reports successifs des élections législatives, le scrutin a finalement lieu en l'absence du PTI, empêché de concourir à la suite d'une décision controversée de la Commission électorale, confirmée par la Cour suprême. Les condamnations successives du PTI et de ses dirigeants, ainsi que la disqualification du PTI et la répression de ses partisans, sont dénoncées par les observateurs.
Bien que contraints à se présenter en indépendants, les candidats du PTI arrivent en tête du scrutin, marqué par des accusations de fraude électorale envers le gouvernement, soupçonné d'avoir modifié les résultats afin d'amoindrir les résultats de ces indépendants. La non-appartenance officielle à une formation politique privent par ailleurs ces derniers de la répartition des 70 sièges réservés, sur un total de 336 députés. À l'issue du scrutin, Nawaz Sharif déclare vainqueure la PML-N, et annonce la formation d'un gouvernement avec le soutien du Parti du peuple pakistanais.

## Contexte

### Victoire controversée du PTI aux législatives de 2018

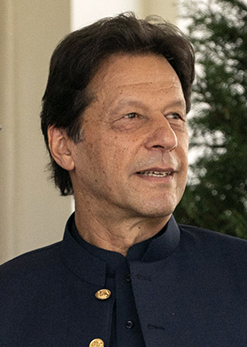
Imran Khan.

Le Mouvement du Pakistan pour la justice (PTI) remporte les élections législatives de 2018, dont il était donné favori avec la Ligue musulmane du Pakistan (N) du gouvernement sortant. À sa tête, Imran Khan établit à l'occasion de la campagne un virage conservateur, indiquant par exemple vouloir conserver la loi interdisant le blasphème,. Ses opposants lui reprochent de vouloir ainsi s'attirer le vote des conservateurs religieux. Il fait cependant campagne sur un programme accordant une place significative à l'écologie, et promet des investissements dans la santé et l'éducation, dont une scolarisation accrue des enfants. Ces dernières lui valent ainsi d'être salué par la lauréate du prix Nobel de la paix, Malala Yousafzai.
Le clan formé autour de l'ancien Premier ministre Nawaz Sharif, dont le frère Shehbaz Sharif est à la tête de la Ligue musulmane, accuse la puissante armée pakistanaise d'avoir comploté contre lui et favorisé le PTI, tandis que plusieurs médias et fonctionnaires font état d'une répression contre le parti sortant, et dénoncent des censures,. Arrivé largement en tête des législatives, le PTI ne parvient cependant pas à obtenir seul la majorité absolue. Imran Khan entame alors des négociations pour former un gouvernement de coalition avec plusieurs petits partis et députés indépendants, tandis que ses rivaux dénoncent des fraudes électorales.
Le PTI finit par conclure un accord de coalition avec la Ligue musulmane du Pakistan (Q), le Parti baloutche Awami, la Grande alliance démocratique, le Mouvement Muttahida Qaumi et plusieurs indépendants,. Imran Khan reçoit le 17 août l'investiture de l'Assemblée nationale par 176 voix favorables, soit quatre de plus que la majorité requise. En arrivant au pouvoir, il interrompt l'alternance traditionnelle entre le Parti du peuple pakistanais et les factions de la Ligue musulmane du Pakistan, notamment celle de Nawaz. Sa large victoire lui permet également de faire élire son candidat, Arif Alvi, à l'élection présidentielle qui se tient au suffrage indirect début septembre 2018.

### Contestation d'Imran Khan par l'opposition

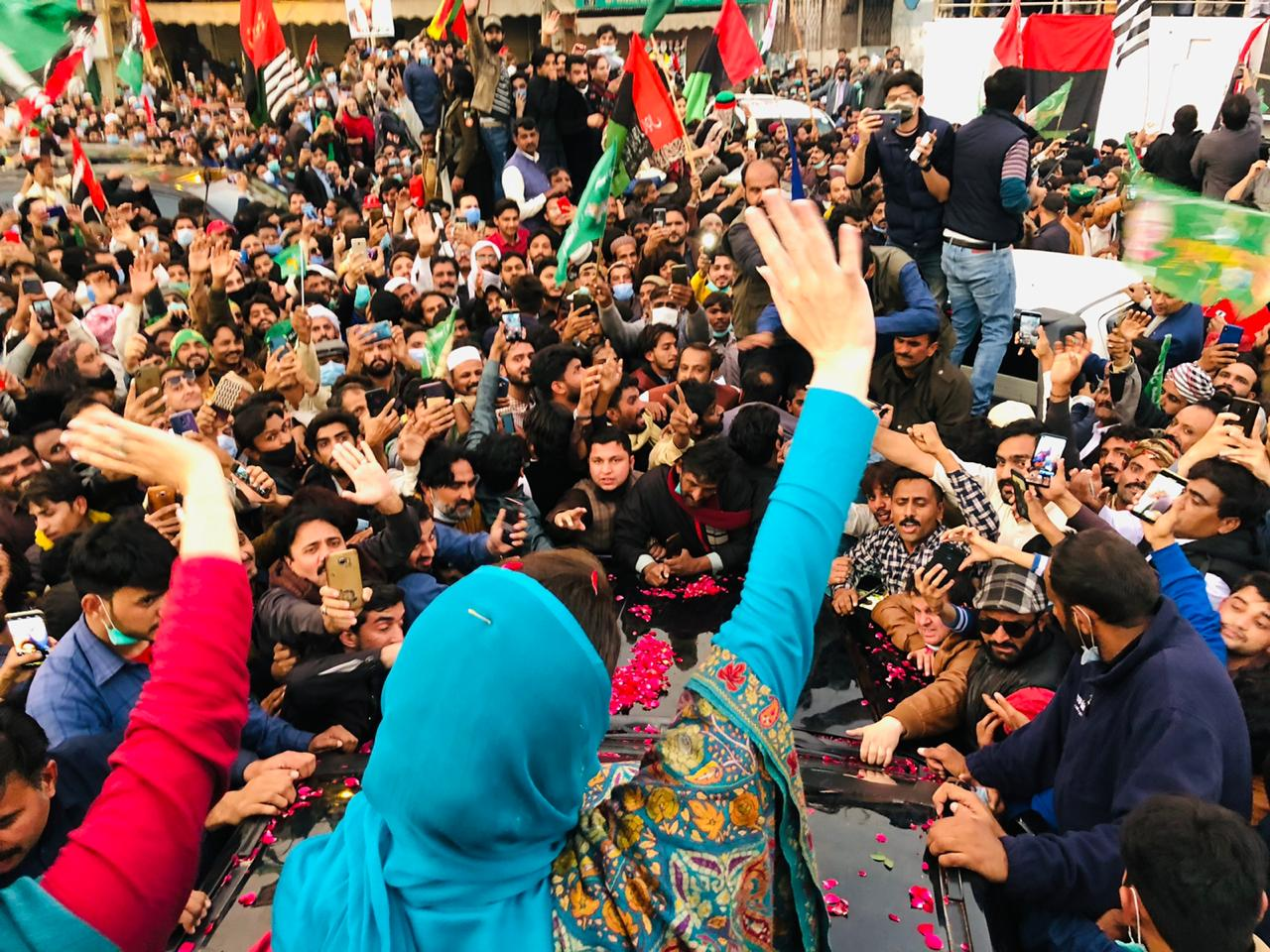
Maryam Nawaz Sharif lors du rassemblement de Multan.

Fazal-ur-Rehman, dirigeant du parti islamiste JUI-F prend la tête d'une manifestation anti-gouvernementale de 20 000 partisans en novembre 2019.
L'opposition finit par se coaliser et fonde le Mouvement démocratique pakistanais le 20 septembre 2020 à Islamabad. Ce dernier se place dans la lignée de coalitions d'oppositions telles que l'Alliance nationale pakistanaise ou le mouvement pour la restauration de la démocratie. Il est mené par la Ligue musulmane du Pakistan (N) et le Parti du peuple pakistanais (PPP) et compte neuf autres partis de l'opposition parmi ses membres. Fazal-ur-Rehman est nommé à la tête de l'alliance, un choix consensuel puisqu'il évite de choisir entre les deux principaux partis.
Le mouvement mène différentes actions à travers les quatre provinces du pays, souvent dirigées par le chef du PPP Bilawal Bhutto Zardari et la vice-présidente de la Ligue Maryam Nawaz Sharif. Son premier rassemblement le 16 octobre 2020 à Gujranwala regroupe jusqu'à 60 000 sympathisants dans le stade de la ville. Un second rassemblement mené le 18 octobre à Karachi réunit entre 60 000 personnes selon les autorités et 150 000 selon le PPP,. Le mouvement rassemble ensuite près de 20 000 personnes à Quetta le 25 octobre, sous la surveillance de 5 000 policiers, le pouvoir évoquant des menaces d'attentats,. Le 22 novembre, c'est à Peshawar que le mouvement mène sa quatrième action en revendiquant 100 000 participants, malgré les tentatives du pouvoir de l'interdire, citant la pandémie de Covid-19. Le 30 novembre, un nouveau rassemblement à Multan est mené par Maryam Nawaz et Asifa Zardari, sœur de Bilawal.
Le mouvement démocratique pakistanais critique le pouvoir exorbitant des militaires au Pakistan, réclame des élections anticipées en 2021 et le départ du gouvernement d'Imran Khan, « choisi par l'armée » selon l'alliance. Il dénonce des fraudes lors des élections législatives de 2018. Selon les observateurs internationaux, les militaires n'ont pas directement interféré dans le processus de vote, mais de nombreux analystes estiment qu'ils ont activement soutenu certains partis et isolé leurs détracteurs. Dans une charte en douze points, le mouvement demande notamment l'indépendance du Parlement et de la justice, la liberté de la presse, une réforme électorale et la fin de l'interférence de l'armée.
De son côté, Imran Khan dénonce le mouvement comme une opération de ses dirigeants qui chercheraient à échapper aux poursuites pour corruption et à exercer un chantage afin d'obtenir une amnistie, à l'instar de l'ordonnance nationale de réconciliation de 2007. Le clan Sharif, dont Nawaz Sharif, son frère Shehbaz Sharif et sa fille Maryam Nawaz Sharif font ainsi l'objet de poursuites depuis les révélations des Panama Papers, alors que le premier est en « exil » à l'étranger et le second emprisonné.

### Crise constitutionnelle de 2022
Fin mars 2022, la coalition au pouvoir perd la majorité absolue à la suite de la défection de plusieurs députés. L'opposition, dont notamment la Ligue musulmane du Pakistan (N) et le Parti du peuple pakistanais, dépose immédiatement une motion de censure à son encontre. Imran Khan accuse alors les États-Unis de souhaiter son départ du pouvoir pour s'être rendu en Russie dans le contexte de l'invasion de l'Ukraine par la Russie en 2022.
Le 3 avril, alors que la motion est en passe d'être votée par l'opposition, le vice-président de l'Assemblée nationale, Qasim Suri, membre du parti du Premier ministre et qui préside la session, refuse qu'elle soit votée, en arguant qu'elle est « contraire à la Constitution » car elle serait soutenue par une « puissance étrangère ». Imran Khan demande peu après au président de la République Arif Alvi de convoquer un scrutin anticipé, ce que ce dernier effectue dans la foulée,,. Ses fonctions devraient prendre fin dès la nomination d'un gouvernement intérimaire.
La Cour suprême examine du 3 au 7 avril un recours déposé par l'opposition. Le 7 avril, elle déclare inconstitutionnelle le rejet de la motion de censure et invalide par conséquent la dissolution. La Cour ordonne également à l'Assemblée nationale de se réunir le 9 avril pour voter la motion de censure,.
Imran Khan est finalement renversé par la motion de censure, votée dans la nuit du 8 au 9 avril, peu après minuit, par 174 députés, soit cinq voix de plus que le minimum requis. Le vote fait suite à la démission du président et du vice-président de l'Assemblée. Alors que la session chaotique avait débuté la veille à 10 heures du matin, elle a été ajournée à plusieurs reprises, alors que des députés des deux camps se sont échangés des invectives et que des ministres ont retardé le vote par des discours-fleuve en guise d'obstruction parlementaire.

### Gouvernement Shehbaz Sharif

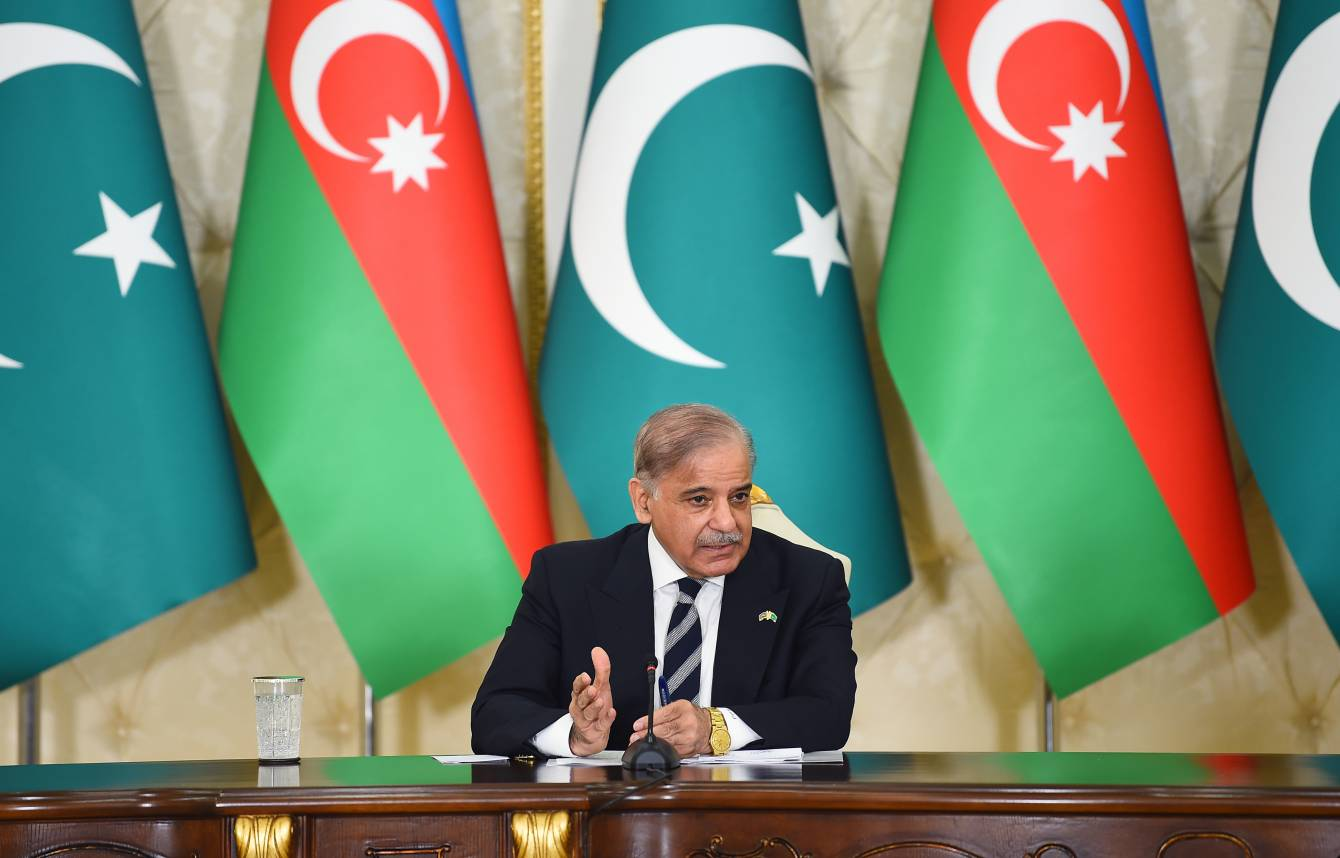
Shehbaz Sharif alors Premier ministre

Le 11 avril 2022, Shehbaz Sharif devient Premier ministre et reçoit la confiance de l'Assemblée nationale par 174 voix pour sur un total de 342 sièges, soit deux de plus que la majorité absolue. En plus de son parti, il réunit autour de lui le Parti du peuple pakistanais, l'islamiste Jamiat Ulema-e-Islam et divers petits partis. Les partisans d'Imran Khan boycottent la session, dénonçant les affaires de corruption entourant Sharif et pointant du doigt une « conspiration étrangère » contre le précédent gouvernement.
Du fait des tractations entre les partenaires de la coalition, le gouvernement n'est annoncé que le 19 avril. Comme le Premier ministre, les membres du gouvernement sont assermentés par le président de la chambre haute.

### Tentative d'assassinat puis emprisonnement d'Imran Khan

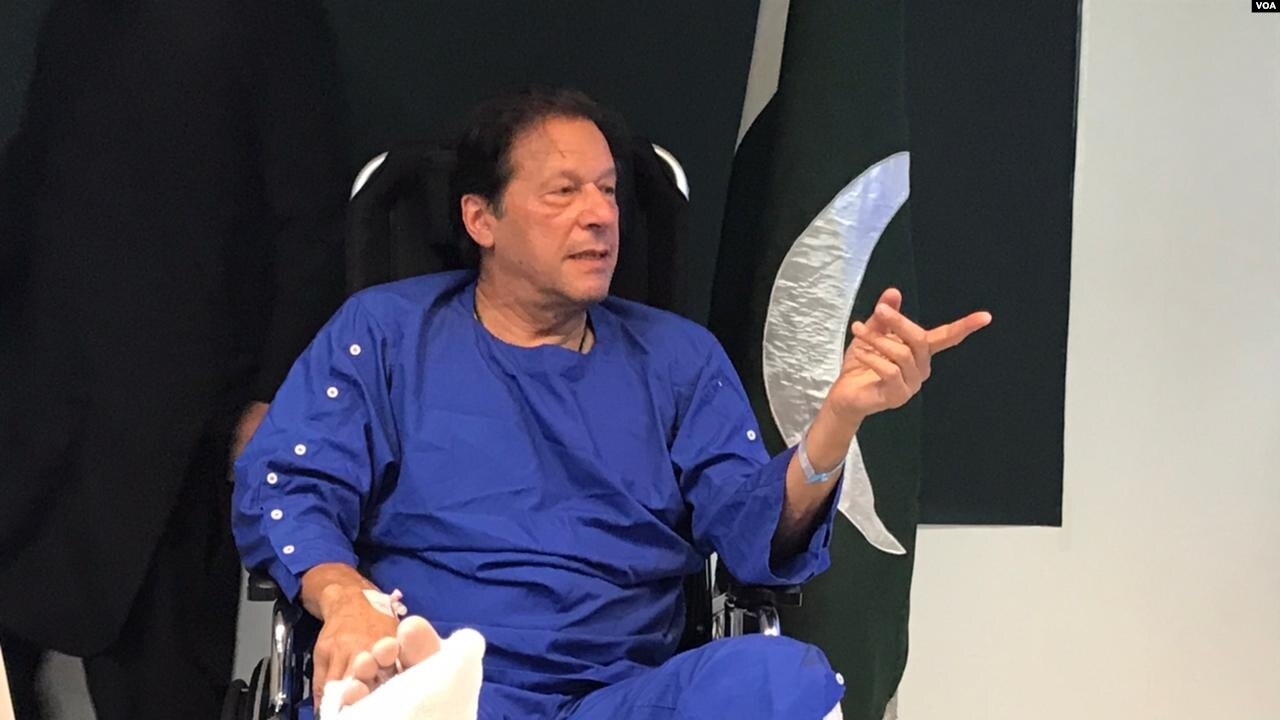
Imran Khan à l’hôpital après la tentative d'assassinat.

Imran Khan est cependant toujours populaire auprès de larges pans de la population et organise des manifestations contre ce qu'il présente comme un « complot étranger ». La police pakistanaise procède à l'arrestation dans la nuit du 23 au 24 mai de centaines de cadres de son parti, avant une manifestation massive visant à contraindre le nouveau gouvernement à convoquer des élections anticipées. Son parti remporte en juillet une large victoire lors des élections provinciales partielles au Pendjab, la province la plus peuplée du pays ; il réitère sa demande d'élections anticipés nationales ce que refuse le pouvoir. En octobre 2022, la Commission électorale du Pakistan interdit à Imran Khan de briguer une fonction élective au sein du gouvernement pendant cinq ans, invoquant qu'il n'a pas déclaré certains des cadeaux reçus de dignitaires étrangers pendant son mandat de Premier ministre.
Le 3 novembre 2022, il est victime d'une tentative d'assassinat à Wazirabad au cours de laquelle il est blessé par balle à la jambe. Il accuse Shehbaz Sharif d'en être responsable
Alors qu'il fait l'objet d'un mandat d'arrêt pour ses refus de se rendre au tribunal, la police échoue le 5 mars 2023 à l'arrêter dans sa résidence de Zaman Park après l'intervention de ses partisans. Elle échoue de nouveau le 15 mars. Après la suspension de son mandat d'arrêt, il se rend finalement à cette convocation. Visé par plusieurs affaires, il dénonce des manœuvres visant à l'« enlever », l'« assassiner » et à l'empêcher de se présenter aux prochaines élections, un stratagème utilisé par plusieurs gouvernements précédents dans le pays pour persécuter l'opposition. Le 9 mai suivant, il est arrêté au tribunal alors qu'il comparaissait pour une affaire de corruption, quelques heures après une mise en garde de l'armée à son encontre au sujet de ses accusations répétées à leur égard. Son arrestation intervient deux jours après ses critiques d'un major-général de l'armée, qu'il accuse alors d'être responsable de sa tentative d'assassinat en novembre 2022. L'arrestation provoque immédiatement des manifestations de soutien. Les manifestants ont ciblé en particulier des bâtiments militaires, saccageant la résidence du chef de l’armée à Lahore et tentant de prendre le QG de l’armée à Rawalpindi, Des routes ont aussi été bloquées. Les autorités réagissent avec violence : huit personnes ont été tuées selon premier bilan provisoire et plus de 2 000 arrêtées. Les écoles sont fermées, l’accès à Internet restreint ou coupé pour empêcher les manifestants de s’organiser, et les rassemblements publics interdits. Les principaux dirigeants du Pakistan Tehrik-e-Insaf (Mouvement du Pakistan pour la justice, PTI), le parti d’Imran Khan, sont arrêtés, dont d'anciens ministres.
Son arrestation est déclarée illégale par la Cour suprême et un tribunal autorise sa libération sous caution le 12 mai. Le gouvernement, qui conteste la décision de la haute juridiction, s’est dit déterminé à trouver d’autres moyens pour arrêter son adversaire.
Condamné le 5 août à trois ans de prison pour l'affaire des cadeaux diplomatiques, il est emprisonné le jour même. Cette condamnation l'empêche de participer aux prochaines élections, ayant été déclaré inéligible pendant cinq ans. Il sera par ailleurs inéligible encore cinq ans après avoir purgé sa peine.

### Annulation des condamnations de Nawaz Sharif

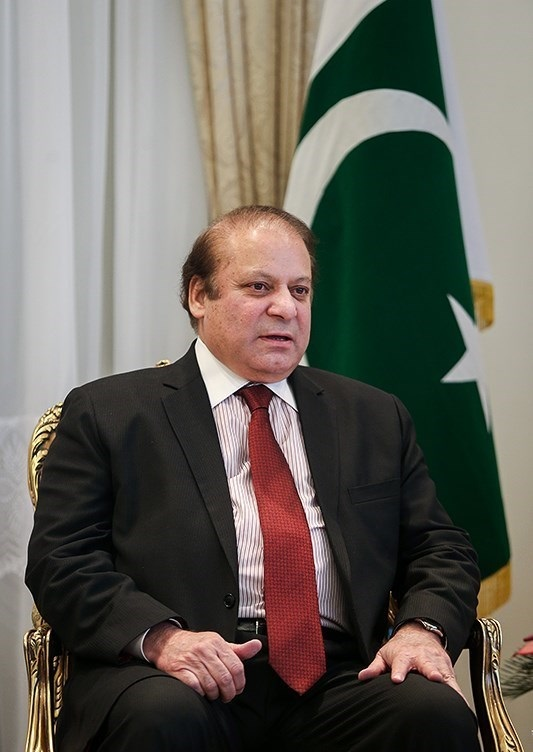
Nawaz Sharif

Fin mai 2023, le Parlement adopte une loi permettant de faire appel d'une disqualification à vie décidée par la Cour suprême, permettant à l'ancien Premier ministre Nawaz Sharif, condamné en 2017, de bénéficier d'une telle mesure. Fin juin, une autre loi, limitant la disqualification à cinq ans, est adoptée. Elle permet aussi à la commission électorale d'annoncer la date d'un scrutin sans consulter le président de la République . Les deux lois sont promulguées par le président de la République,.
Entretemps, Shehbaz Sharif est réélu président du parti le 17 juin lors d'un congrès tenu sur injonction de la commission électorale, sous peine de ne pas être autorisé à participer au scrutin,. Shehbaz, qui avait volontairement reporté sa tenue depuis plus d'un an en attendant le retour de Nawaz, annonce qu'il transmettra les rênes du parti à celui-ci avant les élections,.
Nawaz Sharif obtient le 19 octobre sa libération sous caution, ce qui lui permet de rentrer d'exil sans être arrêté. Le 21 octobre, il rentre au pays où il est accueilli à Lahore par des rassemblements de dizaines de milliers de ses partisans. Il obtient que les vérifications de ses empreintes digitales se fassent à l'aéroport et non pas en prison, ce qui amène des observateurs à soupçonner un accord entre l'armée et Nawaz pour garantir son retour sans qu'il ne soit emprisonné, en vue d'un éventuel retour au pouvoir après les élections.
Ses trois condamnations sont annulées entre le 30 novembre et le 13 décembre 2023,. Le 9 janvier 2024, la Cour suprême abroge sa jurisprudence sur la disqualification à vie.

### Report des élections
Le 17 juillet, le Premier ministre Shehbaz Sharif annonce son intention de dissoudre l'Assemblée nationale à une date qu'il fixe au 12 août 2023, peu avant son terme. Cette décision permet de tenir le scrutin anticipé dans les 90 jours, soit le 10 novembre au plus tard, la dissolution ayant été actée au dernier moment possible. Si la législature était arrivée à son terme, le scrutin aurait dû se tenir dans les 60 jours, soit le 12 octobre,.
Dans le même temps, deux anciens alliés d'Imran Khan, Jahangir Khan Tareen et l'ancien ministre de la Défense Pervez Khattak quittent le PTI pour former chacun un nouveau parti,.
Le 5 août, Sharif annonce finalement la dissolution pour le 9, mais décide également que le scrutin aura lieu sur la base du nouveau recensement. Cette décision, qui nécessite de revoir les délimitations des circonscriptions électorales en vue de conserver entre elles un équilibre démographique, reporte à nouveau le scrutin, jusqu'en avril 2024,. Comme prévu, le président Alvi signe le décret le 9 août. Trois jours plus tard, le sénateur Anwar ul-Haq Kakar est désigné Premier ministre par intérim après un accord entre le Premier ministre sortant et le chef de l'opposition, Raja Riaz Ahmad. Il prête serment le 14 août, au lendemain de sa démission de son parti et du Sénat.
Le 23 août, le président Alvi invite la commission électorale à se réunir avec lui pour fixer la date du scrutin. Cette dernière refuse cependant en déclarant que le président ne dispose pas d'un tel pouvoir. Le 13 septembre, Alvi propose la date du 6 novembre, sans succès. Le Premier ministre Kakar estime quant à lui qu'il n'est pas dans ses prérogatives de fixer la date du scrutin,. La commission électorale l'annonce finalement pour la dernière semaine de janvier. Le 24 octobre, le président de la Cour suprême reproche à la commission électorale d'avoir violé la Constitution en n'ayant pas fixé la date du scrutin dans les 90 jours et au président de la République de ne pas avoir fixé de date pour le scrutin, ni d'avoir saisi la Cour à ce sujet. Enfin, elle reproche aux requérants de ne pas avoir demandé une audience urgente. La commission électorale propose le 2 novembre la date du 11 février 2024, en réponse de quoi la Cour suprême ordonne à celle-ci de se réunir avec le président de la République. À l'issue de l'entretien, la date est fixée au 8 février. La Cour suprême annonce considérer la date comme définitive, et ne pas tolérer un nouveau report.

### Interdictionde factodu PTI et condamnations d'Imran Khan

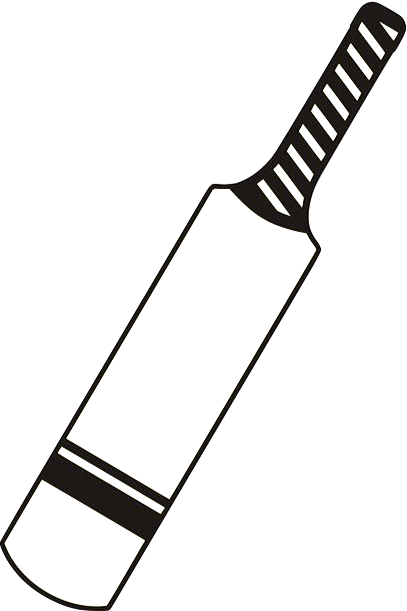
Le symbole du PTI avant la décision de 2023

Imran Khan ayant été déclaré inéligible, la commission électorale exige du PTI la tenue d'élections primaires internes pour le remplacer à la tête du parti. À défaut, le PTI risque alors de perdre son symbole électoral, la batte de cricket. Or, la possession d'un symbole électoral fait partie des conditions obligatoires pour participer aux législatives. Gohar Ali Khan est élu chef du parti le 3 décembre.
La commission électorale invalide cependant la primaire, empêchant ainsi le parti de participer au scrutin. Le 26 décembre 2023, la Haute Cour de justice de Peshawar suspend la décision de la commission et rétablit le symbole électoral, en attendant un examen final sur le fond par la Cour suprême du Pakistan. Rendu le 13 janvier 2024, celui-ci voit la Cour suprême confirmer la décision de la commission électorale. Le PTI est ainsi de facto interdit de concourir, tous ses candidats se voyant contraints de soumettre leur candidature en tant qu'indépendants,. La décision de la cour est décrite par plusieurs experts en droit comme un « coup porté aux droits fondamentaux » et une « une défaite pour les normes démocratiques ».
Entre-temps, le 31 décembre 2023, la commission électorale rejette les candidatures aux législatives d'Imran Khan ainsi que celles de plusieurs dirigeants, sur la base de leurs condamnations par la justice. Le 30 janvier 2024, moins de dix jours avant le scrutin, il est condamné pour divulgation de secrets d'État à dix ans de prison ferme et à cinq ans d'inéligibilité en compagnie de l'ancien ministre des Affaires étrangères et vice-président du PTI Shah Mehmood Qureshi. Le lendemain, il est condamné à 14 ans de prison ferme et à cinq ans d'inéligibilité dans une autre affaire de corruption en compagnie de son épouse. Le 3 février, lui et sa femme sont condamnés pour sept ans de prison ferme pour s'être mariés sans avoir attendu un délai de trois mois après le divorce de celle-ci.
Outre Imran Khan et Shah Mehmood Qureshi, d'autres dirigeants du PTI sont emprisonnés avec eux à la prison d'Adiala. Il s'agit de l'ancien ministre de l'Intérieur Rashid Ahmed, de l'ancien ministre en chef du Pendjab et président du PTI Pervaiz Elahi, et de l'ancien ministre de l'Information Fawad Chaudhry.

## Système électoral

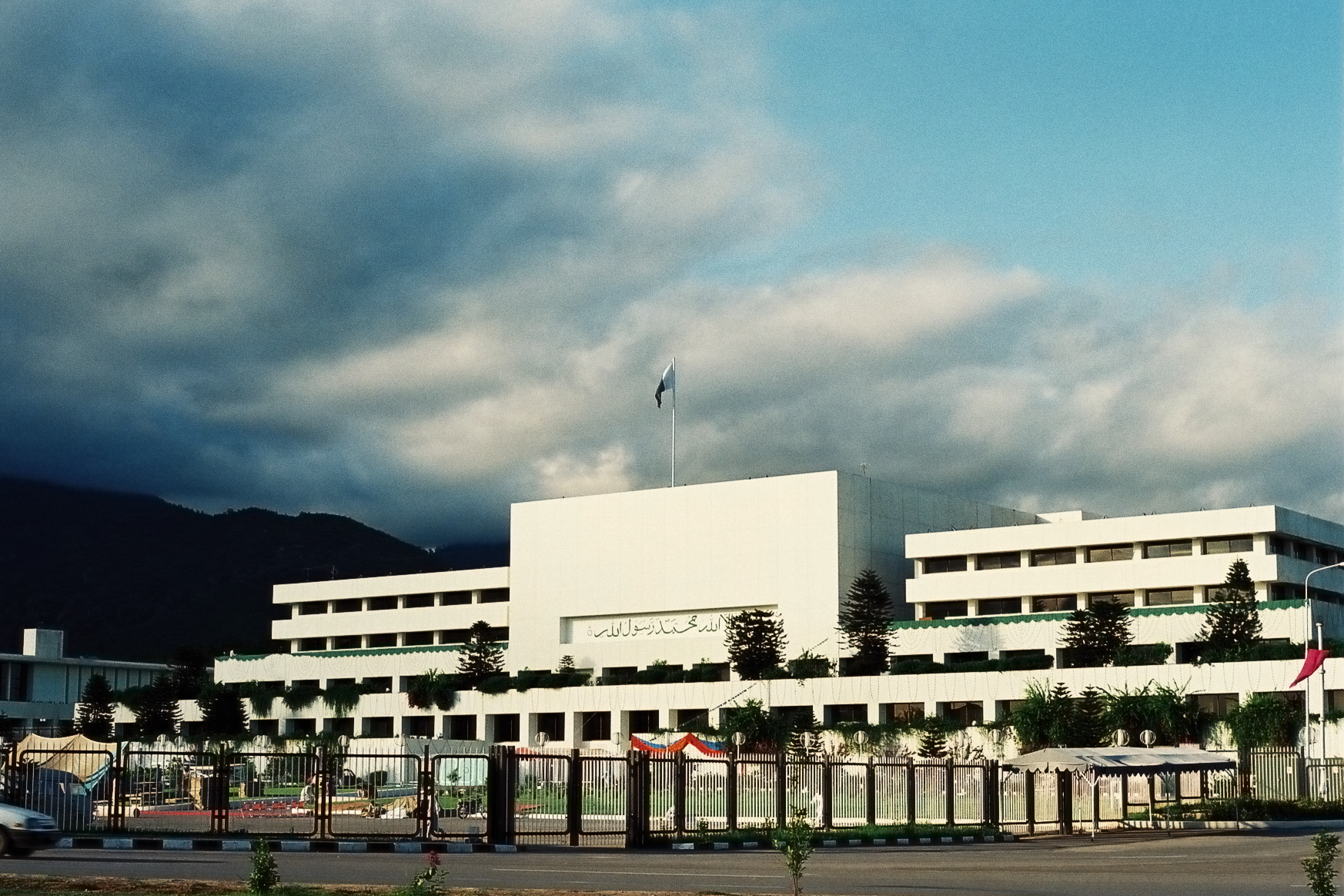
Le Parlement du Pakistan.

Le Pakistan possède un régime politique parlementaire bicaméral de type Westminster. Le Parlement du Pakistan se compose de deux chambres, l'Assemblée nationale élue pour une grande partie au scrutin direct, et le Sénat dont les membres sont choisis par les membres des assemblées provinciales, elles-mêmes élues selon le même mode de scrutin que l'Assemblée nationale.
L'Assemblée nationale est composée de 336 sièges pourvus pour cinq ans, dont 266 au scrutin uninominal majoritaire à un tour dans autant de circonscriptions. Est élu dans chacune d'elles le candidat arrivé en tête à l'issue d'un unique tour de scrutin. Le nombre et la délimitation des circonscriptions — et donc des sièges à pourvoir — sont déterminés à l'issue de chaque recensement de la population, et varient par conséquent d'un scrutin à l'autre. Le nombre de ces sièges était ainsi de 272 en 2018, contre 266 en 2024.
À ces sièges élus au scrutin direct s'ajoutent 70 « sièges réservés », dont 60 réservés à des femmes et 10 à des minorités religieuses. Ces sièges sont répartis à la proportionnelle entre tous les partis ayant obtenus des sièges au scrutin direct. Ils sont cependant répartis en proportion du nombre de sièges déjà obtenus et non en proportion des voix, de manière à laisser inchangé le rapport de force issu des résultats du vote populaire. Seuls les partis se voient attribuer des sièges. Les candidats élus en tant qu'indépendants peuvent néanmoins rejoindre officiellement un parti dans les trois jours suivants la publication des résultats du vote populaire, et être ainsi pris en compte dans le total du parti pour la répartition des sièges réservés. Ils ne peuvent pas revenir sur ces ralliements avant la fin de la répartition,.
Un candidat peut présenter sa candidature dans plusieurs circonscriptions, mais ne doit garder qu'un siège s'il en remporte plusieurs. Une élection partielle est alors organisée dans la circonscription dont le poste de député est devenu vacant. Afin de parer la faible participation des femmes dans certaines régions très conservatrices, au moins 10 % de l'électorat s'étant rendu aux urnes dans une circonscription doit être féminin, sans quoi le candidat élu dans la circonscription concernée peut voir son élection annulée.

## Campagne

### Répression du PTI

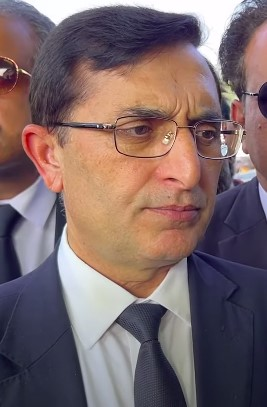
Gohar Ali Khan, avocat d'Imran Khan et nouveau chef de file du parti

La campagne électorale est marquée par la répression du PTI par le gouvernement, qui empêche les rassemblements de ses partisans et emprisonne de manière arbitraire plusieurs de ses candidats, forcés de faire campagne en tant qu'indépendants,,. Le 25 janvier, la police attaque un meeting du PTI à Karachi et procède à de nouvelles arrestations.
Un faux site internet du PTI voit le jour au cours de la campagne. Imitant le vrai site de campagne du parti, il donne une fausse liste de candidats soutenus par le parti ainsi que de faux symboles électoraux afin d'induire en erreur les électeurs, tandis que le vrai site est, selon le PTI, bloqué au Pakistan. Pour contourner la censure, les partisans du PTI ont créé un site miroir, puis après le blocage de celui-ci, l'ont posté sur GitHub. Ils ont ensuite créé une application sur Android, de même qu'un ChatBot sur Facebook sur les symboles électoraux des candidats. Enfin, ils ont également lancé une collecte de fonds en ligne et un rassemblement virtuel, ce qui a provoqué le blocage d'Internet. Par ailleurs, des discours vidéos d'Imran Khan ont été produits par l'intelligence artificielle.
Le 31 janvier, le parti exclut trois candidats dissidents après leur refus de se retirer.
Le jour même, Rehan Zeb Khan, un candidat du PTI est assassiné alors qu'il roule dans sa voiture pour faire campagne à Bajur.
Le 2 février, bien qu'ayant peu d'espoir sur la possibilité légale de ses candidats indépendants à rejoindre ses rangs pour pouvoir obtenir les sièges réservés, le PTI annonce la tenue le 5 février de nouvelles élections pour renouveler son bureau politique. En parallèle, le parti essaye de nouveau un accord avec quatre partis dont le Jamiat Ulema-e-Pakistan-P ou le Majlis Wahdat-e-Muslimeen, pour permettre à ses candidats élus de rejoindre les rangs d'un parti politique et permettre au parti d'avoir des sièges réservés. Quelques heures plus tard, arguant des raisons de sécurité et pour permettre à ses candidats de se concentrer sur les législatives, la tenue de ces primaires est reportée pour après le 8 février.
Par ailleurs, le PTI essaye de convaincre les observateurs de certains des candidats en lice de leur communiquer les résultats des candidats du PTI au cas où les observateurs de celui-ci seraient chassés.
Le PTI propose de faire élire le Premier ministre au suffrage direct et à réduire le mandat de l'Assemblée nationale à quatre ans et à fixer celui du Sénat à cinq ans.

### Campagne de la Ligue musulmane
Nawaz Sharif brigue la primature pour la quatrième fois.

### Sondages
| Date             | Institut          | Lien | PTI          | PML(N)          | PPP  | MMA  | TLP  | Autres | Ind. | Avance | Marge d'erreur | Échantillon | Indécis |     |     |     |      |         |       |      |
| ---------------- | ----------------- | ---- | ------------ | --------------- | ---- | ---- | ---- | ------ | ---- | ------ | -------------- | ----------- | ------- | --- | --- | --- | ---- | ------- | ----- | ---- |
| Date             | Institut          | Lien | 30 juin 2023 | Gallup Pakistan | PDF  | 42 % | 20 % | 12 %   | 4 %  | Avance | Marge d'erreur | Échantillon | Indécis | 4 % | 5 % | 5 % | 22 % | ± 2,5 % | 3 500 | 13 % |
| 3 juin 2022      | IPOR (IRI)        | PDF  | 39 %         | 33 %            | 12 % | 7 %  | 4 %  | 5 %    | 5 %  | 6 %    | ± 2 - 3 %      | 2 003       | 25 %    |     |     |     |      |         |       |      |
| 21 mars 2022     | IPOR (IRI)        | PDF  | 35%          | 33 %            | 19 % | 6 %  | 4 %  | 3 %    | 3 %  | 2 %    | ± 2 - 3 %      | 3 509       | 16 %    |     |     |     |      |         |       |      |
| 31 janvier 2022  | Gallup Pakistan   | PDF  | 34 %         | 33 %            | 15 % | 6 %  | 3 %  | 9 %    | 9 %  | 1 %    | ± 3 - 5 %      | 5 688       | 33 %    |     |     |     |      |         |       |      |
| 9 janvier 2022   | IPOR (IRI)        | PDF  | 31 %         | 33 %            | 17 % | 3 %  | 3 %  | 11 %   | 1 %  | 2 %    | ± 2 - 3 %      | 3 769       | 11 %    |     |     |     |      |         |       |      |
| 11 novembre 2020 | IPOR (IRI)        | PDF  | 36 %         | 38 %            | 13 % | 4 %  | 3 %  | 6 %    | 6 %  | 2 %    | ± 3,22 %       | 2 003       | 32 %    |     |     |     |      |         |       |      |
| 13 août 2020     | IPOR (IRI)        | PDF  | 33 %         | 38 %            | 15 % | 3 %  | 3 %  | 8 %    | 8 %  | 5 %    | ± 2,95 %       | 2 024       | 26 %    |     |     |     |      |         |       |      |
| 30 juin 2020     | IPOR (IRI)        | PDF  | 24 %         | 27 %            | 11 % | 3 %  | 2 %  | 33 %   | 33 % | 3 %    | ± 2,38 %       | 1 702       | N/A     |     |     |     |      |         |       |      |
| 24 juin 2019     | Gallup Pakistan   | PDF  | 31 %         | 28 %            | 15 % | 5 %  | 21 % | 21 %   | 21 % | 3 %    | ± 3 - 5 %      | ~1 400      | N/A     |     |     |     |      |         |       |      |
| 22 novembre 2018 | IPOR (IRI)        | PDF  | 43 %         | 27 %            | 15 % | 1 %  | 1 %  | 11 %   | 1 %  | 16 %   | ± 2,05 %       | 3 991       | 22 %    |     |     |     |      |         |       |      |
| 25 juillet 2018  | Élections de 2018 | ECP  | 32 %         | 24 %            | 13 % | 5 %  | 4 %  | 10 %   | 11 % | 7 %    | N/A            | 53 123 733  | N/A     |     |     |     |      |         |       |      |

## Résultats
Le décès d'un candidat, Rehan Zeb, entraine le report du scrutin dans la circonscription  de NA-8 où il concourait.
|                           |                                                         |             |       |      |        |          |          |        |               |        |
| Partis                    | Partis                                                  | Votes       | %     | +/-  | Sièges | Sièges   | Sièges   | Sièges | Sièges        | Sièges |
| Partis                    | Partis                                                  | Votes       | %     | +/-  | Élus   | Réservés | Réservés | Total  | +/-           |        |
| Partis                    | Partis                                                  | Votes       | %     | +/-  | Élus   | F        | M        | Total  | +/-           |        |
|                           | Indépendants (Mouvement du Pakistan pour la justice)    | 18 457 567  | 31,17 | 0,72 | 93     | 0        | 0        | 93     | 56            |        |
|                           | Ligue musulmane du Pakistan (N) (PML(N))                | 13 999 656  | 23,64 | 0,76 | 75     | 34       | 5        | 114    | 32            |        |
|                           | Parti du peuple pakistanais (PPP)                       | 8 244 944   | 13,92 | 0,86 | 54     | 16       | 3        | 74     | 20            |        |
|                           | Tehreek-e-Labbaik Pakistan (TLP)                        | 2 888 619   | 4,88  | 0,66 | 0      | 0        | 0        | 0      | en stagnation |        |
|                           | Jamiat Ulema-e-Islam (JUI-F)                            | 2 163 160   | 3,65  | N/a  | 4      | 4        | 1        | 9      | 6             |        |
|                           | Jamaat-e-Islami (JI)                                    | 1 336 698   | 2,26  | N/a  | 0      | 0        | 0        | 0      | 1             |        |
|                           | Grande alliance démocratique (GDA)                      | 1 180 866   | 1,99  | 0,39 | 0      | 0        | 0        | 0      | 3             |        |
|                           | Mouvement Muttahida Qaumi (MQM)                         | 1 119 962   | 1,89  | 0,51 | 17     | 4        | 1        | 22     | 15            |        |
|                           | Istehkam-e-Pakistan Party (IPP)                         | 648 827     | 1,10  | Nv   | 3      | 1        | 0        | 4      | 4             |        |
|                           | Parti national Awami (ANP)                              | 622 115     | 1,05  | 0,48 | 0      | 0        | 0        | 0      | 1             |        |
|                           | Ligue musulmane du Pakistan (Q) (PML(Q))                | 339 518     | 0,57  | 0,40 | 3      | 1        | 0        | 4      | 1             |        |
|                           | Ligue musulmane du Pakistan Markazi (PMML)              | 205 768     | 0,35  | Nv   | 0      | 0        | 0        | 0      | en stagnation |        |
|                           | Pakhtunkhwa National Awami Party (PNAP)                 | 166 640     | 0,28  | Nv   | 1      | 0        | 0        | 1      | 1             |        |
|                           | Parti national baloutche (BNP)                          | 162 988     | 0,28  | 0,13 | 2      | 0        | 0        | 2      | 2             |        |
|                           | Parti Rah-e-Haq du Pakistan (PRHP)                      | 119 864     | 0,20  | 0,09 | 0      | 0        | 0        | 0      | en stagnation |        |
|                           | Ligue musulmane du Pakistan (Z) (PML(Z))                | 109 570     | 0,19  | 0,19 | 1      | 0        | 0        | 1      | 1             |        |
|                           | Parlementaires du Mouvement du Pakistan pour la justice | 96 089      | 0,16  | Nv   | 0      | 0        | 0        | 0      | en stagnation |        |
|                           | Parti baloutche Awami (BAP)                             | 90 985      | 0,15  | 0,45 | 1      | 0        | 0        | 1      | 4             |        |
|                           | Parti national (NP)                                     | 68 741      | 0,12  | 0,06 | 1      | 0        | 0        | 1      | 1             |        |
|                           | Pashtunkhwa Milli Awami (PMAP)                          | 64 544      | 0,11  | 0,14 | 1      | 0        | 0        | 1      | 1             |        |
|                           | Majlis Wahdat-e-Muslimeen (MWM)                         | 61 899      | 0,10  | 0,06 | 1      | 0        | 0        | 1      | 1             |        |
|                           | Autres partis                                           | 507 571     | 0,86  | –    | 0      | 0        | 0        | 0      | –             |        |
|                           | Autres Indépendants                                     | 6 564 486   | 11,08 | 0,30 | 8      | 0        | 0        | 8      | 5             |        |
|                           | Sièges non pourvus                                      | –           | –     | –    | 1      | 0        | 0        | 1      | –             |        |
|                           |                                                         |             |       |      |        |          |          |        |               |        |
| Votes valides             | Votes valides                                           | 59 221 077  |       |      |        |          |          |        |               |        |
| Votes blancs et invalides |                                                         |             |       |      |        |          |          |        |               |        |
| Total                     | Total                                                   |             | 100   | –    | 266    | 60       | 10       | 336    | 6             |        |
| Abstention                |                                                         |             |       |      |        |          |          |        |               |        |
| Inscrits / participation  | Inscrits / participation                                | 128 585 760 |       |      |        |          |          |        |               |        |

## Suites

### Irrégularités et contestations

Résultats par circonscription

Contrairement aux années précédentes, les résultats du scrutin ne sont pas connus le jour même, la commission électorale évoquant une panne technique d'internet. Alors que les médias diffusent leurs résultats qui donnent les indépendants du PTI en tête du scrutin malgré la répression du parti, à la surprise générale, la lenteur du dépouillement fait soupçonner une fraude électorale visant à réduire l'ampleur de la victoire du PTI, qui arrive cependant en tête. Ces soupçons de fraude conduisent les partisans du PTI à bloquer des routes lors d'affrontements avec les forces de l'ordre qui font plusieurs morts. Le 11 février, quelques heures après avoir rappelé l'interdiction des manifestations en vertu d'une loi datant du Raj britannique et menacé d'inculper les manifestants, la police dispersé plusieurs manifestations du PTI à travers le pays et procède à des arrestations. Le chef de file du PTI Gohar Ali Khan déclare qu'il y a eu des fraudes lors du scrutin.

### Le PTI dans l'opposition

Assemblée nationale avec les groupes parlementaires formés lors de la séance inaugurale

Tandis que les autres partis tentent de rallier les indépendants, le PTI annonce vouloir former le nouveau gouvernement et tente de nouer un accord avec l'un des partis ayant remporté des sièges pour que ses membres le rejoignent. En contrepartie, les deux formations se partageraient les sièges réservés. Le MWM est cité, mais il n'a pas présenté de candidates aux sièges réservés aux femmes et la liste ne peut être modifiée. Le 11 février, Waseem Qadir, candidat du PTI élu face à un membre de la PML(N), rejoint celle-ci. Le 13 février, Imran Khan annonce l'alliance du PTI avec Majlis Wahdat-e-Muslimeen. Gohar Ali Khan annonce par ailleurs tenter de former un gouvernement, mais sans la PML(N) et le PPP, préférant le cas échéant être dans l'opposition. Le jour même, Imran Khan confirme son opposition à une telle alliance. Le 15 février, il choisit la candidature d'Omar Ayub Khan pour le poste de Premier ministre. Le 16 février, il choisit de siéger dans l'opposition et le parti appelle ses députés indépendants à rejoindre les rangs du Sunni Ittehad Council le 19 février. La commission électorale a confirmé la possibilité d'obtenir ces sièges, puisque le parti n'a pas présenté de liste pour les sièges réservés, bien que ça n'ait jamais eu lieu par le passé malgré les ralliements. Le doute subsiste puisque le parti n'a pas participé au scrutin. Le 4 mars, arguant que le parti n'a pas présenté de candidat lors du scrutin, ni publié la liste des candidats aux sièges réservés en décembre 2023, la commission électorale rejette la demande du SIC d'obtenir les sièges réservés et décide de les accorder aux autres partis. Les députés désignés prêtent serment le 8 mars malgré la protestation du PTI.

### Gouvernement Shehbaz SharifII
Le 9 février, l'ancien Premier ministre Nawaz Sharif revendique la victoire dans un discours, où il estime que sa formation est le premier parti à l'issue du scrutin. Il appelle à former un gouvernement de coalition, puis annonce dans la foulée un accord avec le PPP. Le 12 février, deux autres indépendants ont rejoint la PML(N). Par ailleurs, la PML(N) propose la présidence de la République et celles de l'Assemblée nationale et du Sénat au PPP. Le jour même, les deux partis discutent d'une rotation au poste de Premier ministre à mi-mandat. Le 12 février, Nawaz Sharif poursuit ses discussions et négocie avec Fazal-ur-Rehman, chef de Jamiat Ulema-e-Islam. Le 13 février, après la décision du PPP de ne pas entrer au gouvernement mais accorder un soutien sans participation, Nawaz Sharif choisit la candidature de son frère, l'ancien Premier ministre Shehbaz Sharif,. Le 19 février, un nouvel indépendant rejoint la PML(N). L'accord de coalition est signé le 21 février. L'ancien président Asif Ali Zardari (PPP) est choisi comme candidat à la présidentielle des partenaires de coalition. Outre la présidence de la République, le PPP, qui a refusé des ministères, obtient les postes de gouverneur du Pendjab du Khyber Pashtunkwa, le poste de ministre en chef du Baloutchistan, la présidence du Sénat et la vice-présidence de l'Assemblée nationale.
La nouvelle Assemblée est inaugurée le 29 février. Du fait du refus du président de la République Arif Alvi de convoquer la nouvelle législature, celui-ci arguant que la composition de l'Assemblée nationale n'est pas complète, le président de l'Assemblée nationale Raja Pervez Ashraf signe le décret à la place du président. Alvi signe finalement avec réserves le décret aux premières heures du 29 février. Le 1er mars, Ayaz Sadiq (PML(N)) est élu président, et Ghulam Mustafa Shah (PPP) vice-président. Le 3 mars, Shehbaz Sharif est réélu Premier ministre par 201 voix contre Omar Ayub Khan qui en a obtenu 92, devenant le premier titulaire à effectuer deux mandats consécutifs.